# Brasilândia do Sul
Brasilândia do Sul este un oraș în Paraná (PR), Brazilia.